# John McKenna
John McKenna (ur. 1855, zm. marzec 1936) – irlandzki trener.
McKenna został pierwszym w historii Liverpool F.C. trenerem, powołanym przez samego twórcę klubu, Johna Houldinga. Wprowadził Liverpool do pierwszej ligi. Wcześniej zdobył mistrzostwo ligi Lancashire i dwukrotnie wygrał drugą ligę. McKenna był jednym ze współtwórców angielskich rozgrywek ogólnokrajowych. McKenna odszedł ze stanowiska trenera w 1896 r. i przejął po Houldingu władzę w klubie. Z Liverpoolem związany był przez czterdzieści lat aż do śmierci w 1936 r.